# Saint-Symphorien (Eure)
Saint-Symphorien település Franciaországban, Eure megyében. Lakosainak száma 470 fő (2022. január 1.). Saint-Symphorien Les Préaux, Selles, Triqueville, Vannecrocq és Épaignes községekkel határos.

## Népesség
A település népessége az elmúlt években az alábbi módon változott:
| Lakosok száma | 231  | 293  | 320  | 352  | 448  | 471  | 488  | 488  | 482  | 470  |
|               | 1968 | 1982 | 1990 | 2006 | 2013 | 2015 | 2017 | 2019 | 2020 | 2022 |